# R5 (silnik)

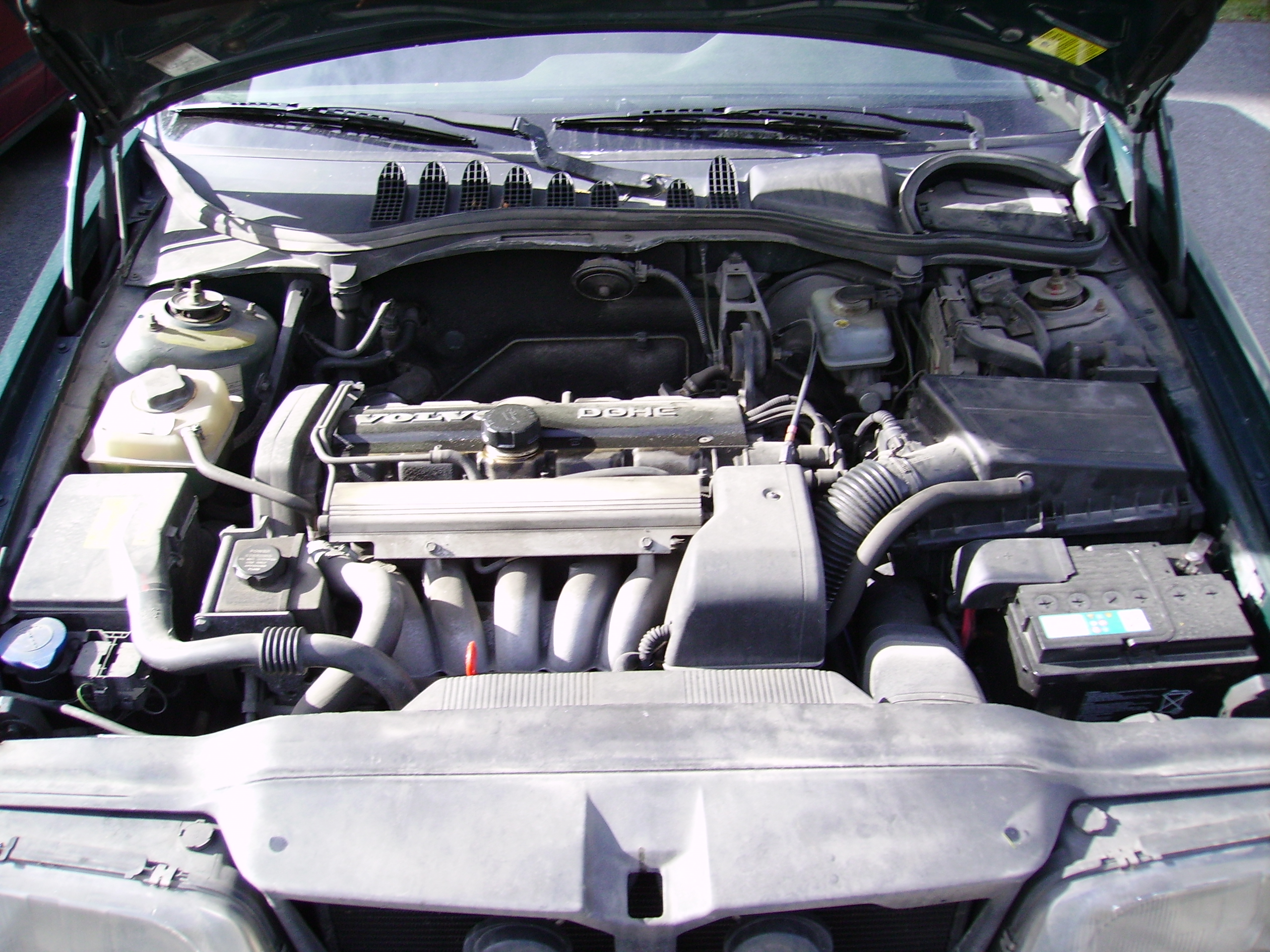
Silnik Volvo B5252S

R5 – (oznaczany także jako I5) – silnik spalinowy wyposażony w pięć cylindrów ustawionych wzdłuż wału korbowego w jednym rzędzie. Jest on kompromisem pomiędzy małymi jednostkami R4 a większymi R6 - dzięki niewiele większej długości niż R4 może być montowany poprzecznie z przodu pojazdu. 
W wydaniu czterosuwowym kąt obrotu wału korbowego po którym następuje zapłon wynosi 144°, kolejność zapłonu to 1-2-4-5-3. Drgania pierwszego i drugiego rzędu są dobrze wyrównoważone, silnik generuje jednak drgania które można zminimalizować poprzez zastosowanie pojedynczego wałka wyrównoważającego pracującego z prędkością obrotową silnika.

## Zastosowanie
Stosuje się go stosunkowo rzadko, konfiguracji tej używają lub używali m.in.: Alfa Romeo (Alfa Romeo 156, 159, 166), Audi (Audi 80, 90, 100, S2 Coupé, S4/ S6 (C4), TT-RS,RS3 / RSQ3), Ford Motor Company (Ford Focus ST/RS), Renault (Safrane Phase II), Volkswagen (VW Jetta, Passat B7 NMS, Crafter), Fiat (Fiat Coupé, Fiat Bravo, Fiat Marea), Honda (Acura TL), General Motors (Chevrolet Colorado), Volvo Car Corporation (Volvo 850, S40/V50/C30/C70, S60, S70/V70, S80) czy też Mercedes-Benz (W123, W124,W202,W210, W211).